# 羅奇·佩迪里
羅奇·佩迪里（Rochy Putiray，1970年6月26日—），生於印尼安汶馬魯古群島，已退役印尼著名足球運動員，最為人熟識的是其色彩鮮豔和不斷變化的頭髮，因而被球迷稱為「變色龍」。

## 球員生涯
佩迪里生於印尼安汶馬魯古群島，職業生涯中曾前往法國聯賽發展，但是由於不適應天氣而重返印尼。
1999年，佩迪里在代表印尼作客對香港的亞洲盃外圍賽分組賽時表現非常好，因此吸引了香港的球會快譯通的邀請加盟。
其後也效力過當時仍在甲組角逐的球會愉園，傑志及南華等球會。期間他於2004年對意甲著名球會球會AC米蘭時梅開二度協助傑志以2–1勝出。
其後被急召返回印尼國家隊出戰2004亞洲盃決賽週，直到結果在2007年在家鄉球會斯萊曼宣佈掛靴。

## 退役生活
佩迪里現在還活躍於印尼球圈及娛樂圈，從事球員介紹工作外，亦有擔任男女藝人組成的球隊擔任球員兼教練。

## 外部連結
- Rochi Putiray （页面存档备份，存于）